# پاتیمات آباکاروا
پاتیمات آباکاروا (انگلیسی: Patimat Abakarova؛ زادهٔ ۲۳ اکتبر ۱۹۹۴) ورزشکار تکواندو اهل جمهوری آذربایجان است.
وی در مسابقات کشوری و بین‌المللی در مجموع برندهٔ ۱ مدال طلا، ۱ مدال نقره و ۴ مدال برنز شده‌است.